# 坂東性純
坂東 性純（ばんどう しょうじゅん、1932年3月13日 - 2004年1月18日）は、東京都台東区出身の浄土真宗大谷派の僧侶（坂東報恩寺住職）、仏教学者（大谷大学・上野学園大学教授）。法名は釋 闡了、俳号は黄邨。

## 略歴
東京上野に坂東環城（1904－82）の子として生まれる。
1955年東京大学文学部印度哲学科卒業。57年同大学院修士課程修了。1960－61年オックスフォード大学に学ぶ。大谷大学文学部教授、上野学園大学教授。坂東報恩寺住職を歴任。
仏教伝道協会において海外を含めた仏教の普及に力を尽くす。

## 著書
- 『日本の仏教 第7巻　絶対帰依の表現 教行信証<親鸞>』筑摩書房 1969
- 『現代に生きる』富山県教育委員会 精神開発叢書 1976
- 『現代人の往生要集』よび声社 1981
- 『現代真宗名講話全集 智慧の念仏 坂東性純集』教育新潮社 1981
- 『知と愛のかたち 生死の紋様』文明堂 1986
- 『親鸞思想入門 『教行信証』の世界』筑摩書房 仏教選書 1987
- 『み名を称える キリスト教と仏教の称名』著訳 ノンブル 1988
- 『祈り』ノンブル 1989
- 『浄土三部経の真実』日本放送出版協会 NHKライブラリー 1995
- 『親鸞和讃 信心をうたう』日本放送出版協会 NHKライブラリー　1997
- 『新講歎異抄』草光舎 1999

### 共編著
- 『インド仏蹟巡拝紀行』花山勝友,佐々木千洋共著 東成出版社 1955
- 『浄土仏教の思想』第15巻 鈴木大拙・曽我量深・金子大栄、講談社、1993年。 - 「鈴木大拙」を担当。「曽我量深」については伊東慧明、「金子大栄」については幡谷明が著者。また『浄土仏教の思想』全15巻の編集委員の1人[3]。
- 『親鸞面授の人びと 如信・性信を中心として』今井雅晴・赤松徹真・大網信融共著 自照社出版 1999
- 坂東環城『大無量寿経講話』編 ノンブル 1988

### 翻訳
- 金松賢諒『自然』訳 文明堂 1988
- 『大乗仏典 中国・日本篇 第29巻 仮名法語』編 中央公論社 1991
- 鈴木大拙『神秘主義 キリスト教と仏教』清水守拙共訳 岩波書店 2004、岩波文庫、2020

### 論文
- CiNii>坂東性純
- INBUDS>坂東性純